# Meristeemcultuur
Meristeemcultuur is een techniek binnen de plantaardige weefselkweek met als doel het verkrijgen van ziektevrije planten.
Vele planten die in de kas of buiten groeien zijn geïnfecteerd door virussen. Deze  veroorzaken allerlei virusziekten.
Soms gaan de planten daardoor langzamer groeien, soms worden ze onbruikbaar omdat de ziekte strepen of vlekken op het blad veroorzaken waardoor de plant er niet meer mooi uitziet.
Bij meristeemcultuur wordt in het weefselkweeklaboratorium onder een binoculair het uiterste topje (groeipunt of meristeem) van de plant gesneden en op een voedingsbodem geplaatst.
Daarna wordt het plantje in een klimaatcel gezet om te gaan groeien.
Ondanks het feit dat de plant geïnfecteerd is door een virus, komt het vaak voor dat dit uiterste groeipuntje nog geen virus bevat. Als dat groeipuntje weer uitgroeit tot een volledige plant is er een virusvrije plant. Door middel van snelle vermeerdering kan vervolgens weer een groot aantal ziektevrije planten worden gekweekt.